# Langurites
Langurites é um género de coleópteros da família Erotylidae.